# Sainte-Geneviève (Meurthe-et-Moselle)
Sainte-Geneviève ist eine französische Gemeinde mit 189 Einwohnern (Stand: 1. Januar 2022) im Département Meurthe-et-Moselle in der Region Grand Est (vor 2016 Lothringen). Sie gehört zum Arrondissement Nancy und zum Kanton Entre Seille et Meurthe.

## Geografie
Sainte-Geneviève liegt etwa 23 Kilometer nordnordwestlich von Nancy. 
Umgeben wird Sainte-Geneviève von den Nachbargemeinden Atton im Nordwesten und Norden, Port-sur-Seille im Nordosten, Clémery im Nordosten und Osten, Landremont im Osten und Süden, Ville-au-Val und Bezaumont im Südwesten sowie Loisy im Westen.

## Bevölkerungsentwicklung
| Jahr                       | 1962 | 1968 | 1975 | 1982 | 1990 | 1999 | 2006 | 2019 |
| Einwohner                  | 130  | 124  | 115  | 123  | 144  | 157  | 183  | 192  |
| Quellen: Cassini und INSEE |      |      |      |      |      |      |      |      |

## Sehenswürdigkeiten
- Kirche Sainte-Geneviève aus dem 12. Jahrhundert

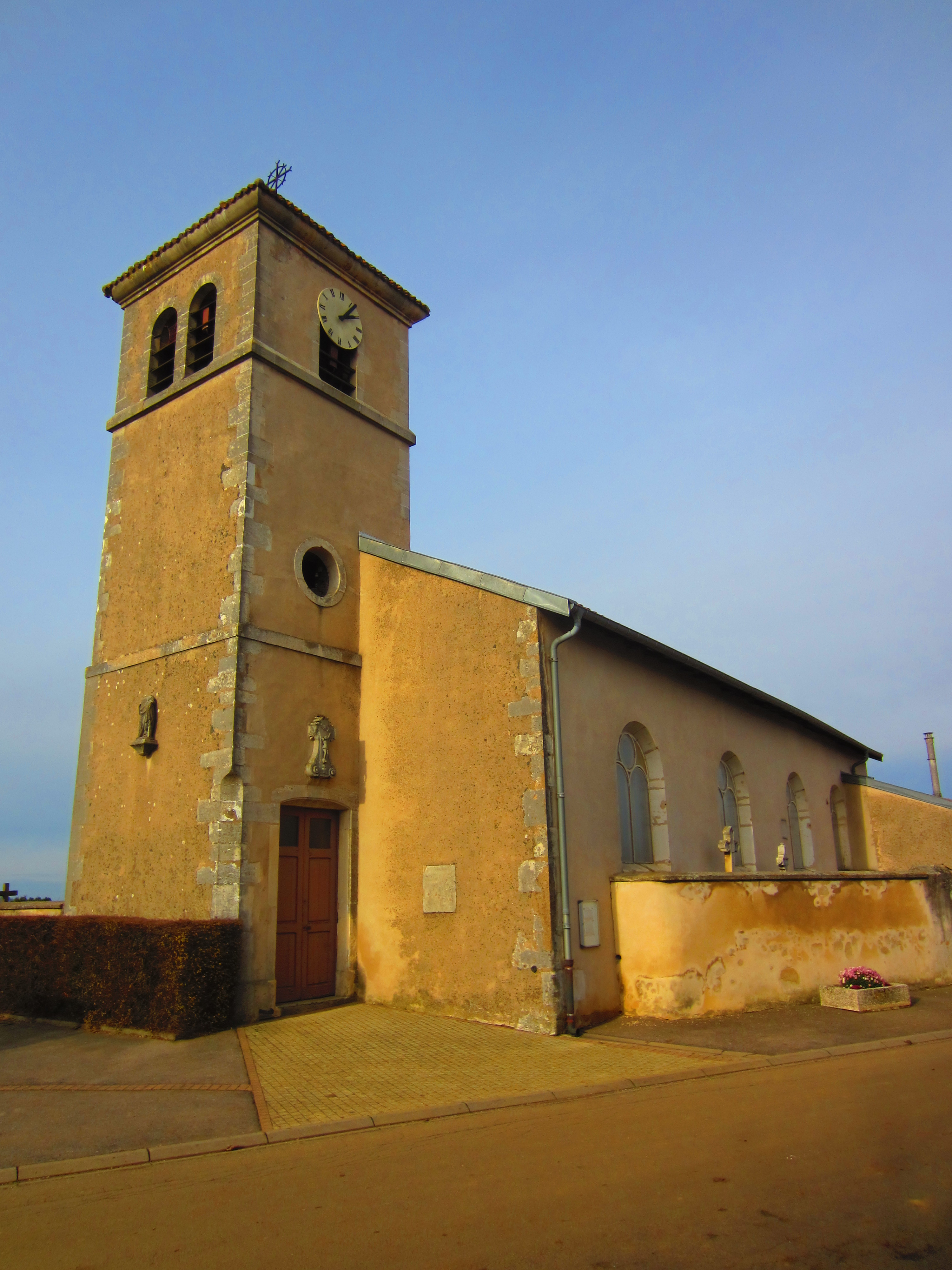
Kirche Sainte-Geneviève

- Landmaschinenmuseum